# Karl August Varnhagen von Ense
Karl August Varnhagen von Ense (Düsseldorf, 21 de febrero de 1785 - Berlín, 10 de octubre de 1858) fue un cronista alemán del romanticismo. Fue además, escritor de cuentos, biografías y diarios.

## Biografía
Karl August Varnhagen nació en Düsseldorf, donde su padre era doctor. Durante su niñez tuvo estadías en el área del Rin, Estrasburgo, Bruselas y Hamburgo donde el interés por la política de su padre lo puso en contacto con las ideas de la revolución francesa. A los 14 años experimentó la muerte de su padre en Hamburgo tras una corta enfermedad. Estudió medicina en Berlín durante tres años, asistiendo también a las facultades de medicina de Halle y Tubinga.
Trabajó como tutor y mayordomo en los hogares de varias familias de la burguesía judía adinerada. Esto le permitió conocer desde temprana edad a jóvenes personajes de su época, algunos ya famosos, como: Adelbert von Chamisso, Justinus Kerner, Friedrich de la Motte Fouqué, Ludwig Uhland y numerosos otros poetas del romanticismo.
Participó como oficial, primero al servicio de Austria y posteriormente al de Rusia, en las guerras de liberación contra Napoleón y acompañó a Karl August von Hardenberg al Congreso de Viena y a París. Fue nombrado representante de Prusia en Karlsruhe, pero en 1819 se le retiró del puesto por sus "inclinaciones democráticas"', por lo que pasó a radicar a Berlín.
El 27 de septiembre de 1814 se casó con la salonnière Rahel Levin que era la anfitriona del salón literario más importante de Berlín. Por la casa de la familia Varnhagen pasaron todas las importantes figuras literarias alemanas de la época. Tras la muerte de su esposa, Varnhagen von Ense publicó una selección de sus cartas y diario bajo el título: "Rahel: Ein Buch des Andenken" ("Rahel: Un libro de recuerdo"). Agrupó también unas 6000 cartas que habían quedado en su posesión, más otras adicionales dirigidas y recibidas de 9000 personas con las que su esposa intercambió correspondencia. La sobrina de Varnhagen von Ense, la también destacada solonnière Ludmilla Assing, heredó el legado de Karl y Rahel. Durante su vida Assing publicó 50 volúmenes con el material de los Varnhagen von Ense y el de Hermann von Pückler-Muskau que estaba incluido.
Ludmilla Assing dejó como herencia todos estos manuscritos, libros y dibujos, a la Biblioteca Real de Berlín. Durante la Segunda Guerra Mundial los documentos fueron almacenados para su protección en Silesia. Hoy en día los manuscritos se encuentran en la Biblioteka Jagiellonska en Cracovia en Polonia, mientras que los libros y dibujos se encuentran en la Biblioteca Estatal de Berlín.

## Obras
- Historia y batallas del general von Tettenborn, 1815
- Monumentos biográficos, 5 Tomos (1824-1830)
- Hechos memorables y escritos varios, 9 Tomos (1837-1859)
- Goethe en el testimonio de sus contemporáneos, (aparecido anónimamente en 1823)
- Biografías de varios militares prusianos (entre otros: Leopold v. Anhalt-Dessau, Blücher, Bülow von Dennewitz, Keith, Schwerin, Seydlitz),
- Diarios, 14 Tomos, 1861-1870
- Páginas de la historia de Prusia, 5 Tomos, 1868-1869
- Intercambio de cartas con Alexander von Humboldt, 1860
- Intercambio de cartas con Hermann von Pückler-Muskau
- Intercambio de cartas con su esposa Rahel Varnhagen von Ense